# Llista de partits històrics a Turquia
Aquesta és una llista de partits històrics a Turquia. En aquesta llista es mostren també els partits que es van fusionar per crear un altre partit. Tanmateix, no s mostren els partits que van ser prohibits pel govern militar el 1981 i van continuar després amb el mateix nom.
| Nom                                      | Fundació | Fi   | Notes sobre la seva fi                           |
| ---------------------------------------- | -------- | ---- | ------------------------------------------------ |
| Partit Republicà Progressista            | 1924     | 1925 | Prohibit                                         |
| Partit Republicà Liberal                 | 1930     | 1930 | Autodissolt                                      |
| Partit del Desenvolupament Nacional      | 1945     | 1958 | Va deixar d'existir                              |
| Partit Demòcrata                         | 1946     | 1960 | Prohibit                                         |
| Partit de la Llibertat                   | 1955     | 1958 | Autodissolt                                      |
| Partit Nova Turquia                      | 1961     | 1973 | Autodissolt                                      |
| Partit dels Treballadors de Turquia      | 1961     | 1980 | Prohibit                                         |
| Partit de la Justícia                    | 1961     | 1981 | Clausurat pel govern militar                     |
| Partit de la Nació                       | 1962     | 1977 | Autodissolt                                      |
| Partit Republicà de la Confiança         | 1967     | 1981 | Clausurat pel govern militar                     |
| Partit de l'Ordre Nacional               | 1970     | 1971 | Prohibit                                         |
| Partit Democràtic                        | 1970     | 1980 | Autodissolt                                      |
| Partit Republicà                         | 1972     | 1973 | Fusionat amb el Partit Republicà de la Confiança |
| Partit de Salvació Nacional              | 1972     | 1981 | Clausurat pel govern militar                     |
| Partit Nacionalista de la Democràcia     | 1983     | 1986 | Autodissolt                                      |
| Partit de la Gran Turquia                | 1983     | 1983 | Prohibit                                         |
| Partit de la Mare Pàtria (ANAP)          | 1983     | 2007 | Fusionat amb Partit de la Recta Via.             |
| Partit Populista                         | 1983     | 1985 | Fusionat amb el SODEP.                           |
| Partit de la Socialdemocràcia            | 1983     | 1985 | Fusionat amb el Partit Populista                 |
| Partit del Benestar                      | 1983     | 1998 | Prohibit                                         |
| Partit Socialdemòcrata Populista         | 1985     | 1995 | Fusionat amb el Partit Republicà del Poble       |
| Partit Demòcrata Liberal                 | 1986     | 1986 | Fusionat amb l'ANAP                              |
| Gran Partit d'Anatòlia                   | 1986     | 1992 | Autodissolt                                      |
| Partit del Centre Democràtic             | 1990     | 1991 | Fusionat amb el Partit de la Recta Via           |
| Partit Popular Laborista                 | 1990     | 1993 | Prohibit                                         |
| Partit de la Democràcia                  | 1993     | 1994 | Prohibit                                         |
| Partit de la Democràcia del Poble        | 1994     | 2003 | Prohibit                                         |
| Partit de la Virtut                      | 1997     | 2001 | Prohibit                                         |
| Partit Nova Turquia                      | 2002     | 2004 | Fusionat amb el Partit Republicà del Poble       |
| Partit de la Societat Democràtica        | 2005     | 2009 | Prohibit                                         |
| Partit Popular de l'Esquerra Democràtica | 2009     | 2010 | Autodissolt                                      |

1. ↑   Continuà com a Partit Demòcrata
2. 1 2  Continuà amb el Partit Socialdemòcrata Populista